# Relais 4 × 400 mètres masculin aux Jeux olympiques d'été de 2000
Navigation
Atlanta 1996 Athènes 2004
L'épreuve du relais 4 × 400 mètres masculin aux Jeux olympiques de 2000 s'est déroulée les 29 et 30 septembre 2000 au Stadium Australia de Sydney, en Australie. Elle est remportée par l'équipe du Nigeria (Clement Chukwu, Jude Monye, Sunday Bada et Enefiok Udo-Obong) après disqualification de l'équipe des États-Unis en 2008 à la suite du dopage d'Antonio Pettigrew.

## Résultats

### Finale
| Rang               | Athlètes                                                             | Pays            | Temps         | Note |
| ------------------ | -------------------------------------------------------------------- | --------------- | ------------- | ---- |
| Médaille d'or      | Clement Chukwu Jude Monye Sunday Bada Enefiok Udo-Obong              | Nigeria         | 2 min 58 s 68 | AR   |
| Médaille d'argent  | Michael Blackwood Greg Haughton Christopher Williams Danny McFarlane | Jamaïque        | 2 min 58 s 78 | SB   |
| Médaille de bronze | Avard Moncur Troy McIntosh Carl Oliver Chris Brown                   | Bahamas         | 2 min 59 s 23 |      |
| 4                  | Emmanuel Front Marc Foucan Ibrahima Wade Marc Raquil                 | France          | 3 min 01 s 02 | SB   |
| 5                  | Jared Deacon Daniel Caines Iwan Thomas Jamie Baulch                  | Grande-Bretagne | 3 min 01 s 22 | SB   |
| 6                  | Piotr Rysiukiewicz Robert Maćkowiak Piotr Długosielski Piotr Haczek  | Pologne         | 3 min 03 s 22 |      |
| 7                  | Brad Jamieson Blair Young Patrick Dwyer Michael Hazel                | Australie       | 3 min 03 s 91 |      |
| DQ                 | Alvin Harrison Antonio Pettigrew Calvin Harrison Michael Johnson     | États-Unis      | 2 min 56 s 35 |      |

## Légende
Records et Performances
- AR : Record continental (area record)
- CR : Record des championnats (championship record)
- MR : Record du meeting (meet record)
- NR : Record national (national record)
- OR : Record olympique (olympic record)
- PR : Record paralympique (paralympic record)
- PB : Record personnel (personal best)
- SB : Meilleure performance personnelle de la saison (season's best)
- WL : Meilleure performance mondiale de l'année (world leader)
- WJR : Record du monde junior (world junior record)
- WR : Record du monde (world record)

Circonstances et Conditions
- DNF : N'a pas terminé (did not finish)
- DNS : N'a pas pris le départ (did not start)
- DQ : Disqualification (disqualification)
- NM : Aucun essai valable enregistré (No Mark)
- Q : Qualifié « directement » au prochain tour (ou à la prochaine compétition), lors d'une compétition majeure, grâce au classement ou à la réalisation des minima (automatic qualifier)
- q : Qualifié au prochain tour (ou à la prochaine compétition), lors d'une compétition majeure, grâce au repêchage ou à la réalisation de l'une des meilleures performances parmi celles des « non qualifiés directement » (grâce au meilleur temps ou à la meilleure distance par exemple) (secondary qualifier)